# Cymodoce spinosa
Cymodoce spinosa är en kräftdjursart som först beskrevs av Risso 1816.  Cymodoce spinosa ingår i släktet Cymodoce och familjen klotkräftor. Inga underarter finns listade i Catalogue of Life.